# 노언위
노언위(盧彦威, ? ~ ?)는 당나라 말기의 군벌로, 885년부터 898년까지 그 동안의 대부분의 기간을 절도사로서 의창군(義昌軍, 본부는 지금의 하북성 창주시에 두었다)을 통제하였다.

## 생애

### 배경 및 의창군을 탈취하다
노언위의 출신 배경에 관해서는 알려진 것이 거의 없다. 당나라의 공식 사서(史書)인 《구당서》와 《신당서》에조차도 그의 사적에 관한 열전이 수록되어 있지 않을 정도이다. 《자치통감》에 나와 있는 그에 관한 최초의 기록은 885년에 있었다. 그 해 7월에 의창군 번진(藩鎭)의 본거지인 창주(滄州)에서 발생한 군사 반란은 절도사 양전매(楊全玫)의 축출을 유발하였다. 양전매는 인근 노룡군(盧龍軍. 본거지는 현 허베이성 베이징 시) 번진의 본거지인 유주로 달아나 버렸다. 당시 노언위는 의창군의 아장(牙將)으로 있었는데, 군사 반란을 주동한 의창군 장병들은 노언위를 그들의 유후(留後)로 추대하였다. 그러나 당 희종 치세 하의 조정에서는 노언위를 절도사로 임명하지 않고, 대신 신책군(神策軍) 보란도장(保鑾都將) 조성(曹誠)을 절도사에 임명하였다. 그리고 노언위를 덕주자사(德州刺史. 현 산둥성 더저우 시)에 임명하였다. (덕주는 창주・경주(景州. 현 허베이성 징 현)와 더불어 당시 의창군 관하 3주의 하나였다.)
그러나 노언위는 조성이 의창군에 소식을 전하게 하는 것을 거부하고, 자신을 절도사에 임명해 줄 것을 줄기차게 요구해 온 것으로 드러났다. 하지만, 조정에서는 이를 알면서도 여러 차례 그의 요구를 거절해 버렸다. 그러던 중 890년에 들어서, 이때까지 황제였던 희종의 동생인 당 소종은 당시의 유력 군벌인 하동절도사(河東節度使. 본거지는 현 산시성 타이위안시) 이극용에 대한 대규모의 토벌전을 추진하고 있었다. 노언위가 지배하고 있던 의창군 인근 번진의 성덕군 절도사(成德軍節度使. 현 허베이성 스자좡 시) 왕용과 위박절도사(魏博節度使. 본거지는 현 허베이성 한단 시) 나홍신은 당시의 재상 장준이 이극용 토벌군의 총지휘관이 되어 여러 번진의 군대를 동원하려 하자, 그의 원조와 관련해서 이 문제를 재차 조정에 청원하였다. 이미 이극용과의 전쟁 불사 입장을 분명히 밝힌 조정에서는 마침내 노언위를 정식으로 의창군 절도사에 임명하기로 결정하였다.

### 절도사로서
894년 12월, 이극용은 노룡군을 공격하여 이를 정복하였다. 이때 이극용과의 전투에서 참패한 노룡군 절도사 이광주는 가족들을 이끌고 창주로 도주하였다. 노언위는 이광주를 자신의 보호하에 두는 대신, 이광주가 유주에서 끌고 온 대량의 재물들과 다수의 기첩(妓妾)들을 탐내고 있었다. 그래서 군대를 파견해 경성(景城. 현 허베이성 창저우 시 동남쪽)에서 이광주를 공격하여 그를 살해하고, 기첩들을 포함한 그의 추종자들을 모두 사로잡았다. 또한, 이와 동시에 그의 재물들까지 모조리 탈취해 버렸다.
여러 해가 지나가면서, 노언위는 성격이 잔인해지고 포악해져 가면서 인근 번진들과의 관계에서조차 무례한 태도로 대하였고, 심지어 길에서조차 예의를 차리지 않을 정도로 점점 평판이 나빠져 갔다. 898년 이후부터 그는 이극용이 임명한 당시의 노룡군 절도사 유인공과 소금의 거래에 대한 이익을 놓고 분쟁을 벌이게 되었다. 이에 유인공은 그의 아들 유수문을 파견하여 군사를 거느리고 창주를 습격하게 하였다. 노언위는 갑작스런 습격에 저항 한 번 제대로 해 보지 못한 채, 성을 버리고 가족들과 함께 위박 번진의 본거지인 위주(魏州. 현 허베이성 다밍 현)로 도주하기에 이르렀다. 그러나 나홍신이 그를 받아들이는 것을 거부하자, 그는 마침내 선무군(宣武軍. 본거지는 현 허난성 카이펑 시) 번진의 본거지인 변주(汴州. 현 허난성 카이펑 현)로 달아나 버렸다. 이것이 노언위에 대한 사서 최후의 기록이었으며, 선무군 번진으로 도주한 이후 그의 운명이 어떻게 되었는지에 관해서는 알려져 있지 않다.

## 참고 자료
- 《자치통감》, 제256권・제258권・제259권・제261권

| 전임 양전매(楊全玫) | 의창군절도사 885년 ~ 898년 | 후임 유수문 |